# Bertya pedicellata
Bertya pedicellata är en törelväxtart som beskrevs av Ferdinand von Mueller. Bertya pedicellata ingår i släktet Bertya och familjen törelväxter. Inga underarter finns listade i Catalogue of Life.